# Advocacy advertising
L'advocacy advertising (letteralmente: pubblicità di sostegno, di propugnazione) è una forma di pubblicità non profit (cioè non a carattere commerciale) volta a promuovere un consenso relativamente a tematiche su cui esiste una divergenza di opinioni.
L'advocacy advertising può essere promossa da varie tipologie di utenti (associazioni di categoria, gruppi di imprese, unioni di consumatori, sindacati, organizzazioni imprenditoriali, lobby, eccetera), ma l'obiettivo comune rimane il tentare di fare chiarezza su idee, temi, punti di vista controversi.
Solitamente si fa ricorso a tale tipo di pubblicità quando si ha necessità di sottolineare una tesi, oppure si considera minacciata o messa in discussione una posizione che invece si ritiene legittima.

## Campi di applicazione
I campi di applicazione dell'advocacy advertising sono innumerevoli: in teoria chiunque può usare l'advocacy per far valere una qualsiasi posizione. Tra i casi concreti è possibile citare: le campagne a favore dei diritti di alcune categorie di persone; le campagne a favore dei privilegi di un certo settore; le campagne contro la pressione fiscale su determinati professionisti; le pubblicità di chiarimento da parte di aziende in seguito a scandali di vario genere; eccetera. Un buon esempio di cosa sia l'advocacy lo si può avere guardando il film Thank You for Smoking di Jason Reitman.

## Correlazioni con altre tipologie di pubblicità

### Correlazione con la pubblicità commerciale
Similmente alla classica pubblicità commerciale il messaggio è chiaramente di parte (sebbene spesso le tesi trattate dall'advocacy vengano proposte come oggettive e universalmente condivisibili). Differentemente dalla classica pubblicità commerciale il fine dell'advocacy non è quello del lucro (almeno non direttamente) e di solito non si reclamizzano beni o servizi ma idee, punti di vista, filosofie.

### Correlazione con la pubblicità sociale
Similmente alla pubblicità sociale il fine dell'advocacy non è quello di guadagnare denaro. Differentemente dalla pubblicità sociale l'intento dell'advocacy non è promuovere un qualcosa che ha un interesse per l'intera società, ma sostenere una fazione.

### Correlazione con la propaganda politica
In teoria la propaganda politica rappresenterebbe una forma estrema di advocacy advertising, ma in virtù della sua larga diffusione, della sua importanza e del suo valore storico, la propaganda viene solitamente considerata una forma di pubblicità a sé.

### Correlazione con la pubblicità pubblica
Il rapporto che intercorre tra advocacy advertising e pubblicità pubblica è molto stretto. La differenze sostanziali risiedono nel fatto che: mentre l'advocacy può essere promossa da un numero potenzialmente infinito di utenti, la pubblicità pubblica è promossa (per definizione) dallo Stato o da enti pubblici; inoltre, mentre l'advocacy è sempre di parte, la pubblicità pubblica non necessariamente, anzi dovrebbe promuovere il bene collettivo e avvicinarsi per questo alla pubblicità sociale.